# Bürgerrechtspartei für mehr Freiheit und Demokratie – Die Freiheit

Ehemaliges Logo von „Die Freiheit“

Die Bürgerrechtspartei für mehr Freiheit und Demokratie – Die Freiheit (Kurzbezeichnung: Die Freiheit) war eine kurzlebige deutsche rechte Kleinpartei. Sie wurde im Oktober 2010 in Berlin gegründet. Parteigründer waren die CDU-Politiker René Stadtkewitz und Marc Doll sowie Aaron Koenig, zuvor Bundesvorstandsmitglied der Piratenpartei Deutschland. Nachdem die Partei im Herbst 2011 bei der Berliner Abgeordnetenhauswahl deutlich den angestrebten Einzug in das Abgeordnetenhaus verfehlt hatte, kam es zu einem Richtungsstreit zwischen verschiedenen Parteiflügeln. Ende 2011 bis 2012 verließen daraufhin viele Mitglieder die Partei, welche eine Radikalisierung kritisierten, insbesondere durch die Wahl des Aktivisten Michael Stürzenberger in den Bundesvorstand. Die Aktivitäten wurden nach 2013 weitgehend eingestellt und die Partei löste sich auf ihrem Bundesparteitag im Dezember 2016 selbst auf. Die Freiheit bezeichnete sich selbst als „wertkonservativ“ und „bürgerlich-liberal“. Sie wurde als rechtspopulistisch und islamfeindlich bzw. anti-islamische Tendenzen aufweisend klassifiziert.

## Geschichte

### Gründung und erste Wahl
Im September 2010 wurde das Mitglied des Berliner Abgeordnetenhauses René Stadtkewitz aus der CDU-Fraktion ausgeschlossen, nachdem er den niederländischen Politiker und Vorsitzenden der rechtspopulistischen PVV, Geert Wilders, zu einer Diskussionsveranstaltung unter dem Titel „Der Islam als Integrationshindernis“ nach Berlin eingeladen hatte. Daraufhin kündigte Stadtkewitz, zusammen mit Marc Doll (ebenfalls vorher CDU-Mitglied) und Stefan „Aaron“ Koenig (ehemaliger Bundesvorstand der Piratenpartei), die Gründung einer neuen Partei an. Die Kernthesen sollten die Forderung nach mehr direkter Demokratie und die Verteidigung von Bürger- und Freiheitsrechten sein.
Am 28. Oktober 2010 wurde die Partei „Die Freiheit“ offiziell in Berlin zunächst mit 50 Mitgliedern gegründet. Zunächst wurden nur der Bundesverband und der Berliner Landesverband gegründet. In den Bundesvorstand wurden überwiegend ehemalige CDU-Mitglieder gewählt. Der Plan, mit Unterstützung der kurzzeitig in die Partei eingetretenen Berliner Deutsch-Rapperin Dee Ex eine Partei-Jugendorganisation aufzubauen, scheiterte an den israelfeindlichen Positionen der Musikerin, weshalb sie aus der Partei austrat.
Im Januar 2011 wollte die Partei ihren ersten Landesparteitag in Berlin ausrichten, welcher jedoch ausfallen musste, da die Vermieterin ihre Zusage kurzfristig zurückzog. Deshalb wurde eine Pressekonferenz auf der Straße improvisiert, wogegen etwa 20 bis 30 Demonstranten protestierten. Im Februar 2011 fand der Landesparteitag schließlich statt. Dort beschloss die „Freiheit“, zur Wahl zum Berliner Abgeordnetenhaus 2011 anzutreten, und setzte sich das Ziel, deutlich mehr als fünf Prozent der Stimmen zu bekommen. Am 15. Mai 2011 führte die Partei ihren zweiten Berliner Landesparteitag durch, bei dem Stadtkewitz zum Spitzenkandidaten für die Abgeordnetenhauswahl gewählt wurde.
Im Juni 2011 wurden aufgrund schnell steigender Mitgliederzahlen Landesverbände der Freiheit in Bayern, Baden-Württemberg, Hessen, Rheinland-Pfalz, Hamburg, Schleswig-Holstein, Brandenburg, Sachsen und Thüringen, unter anderem von ehemaligen Funktionären von CDU, CSU und FDP, gegründet. In Hamburg waren auch zwei ehemalige Mitglieder von Bündnis 90/Die Grünen dabei, welche in den Landesvorstand gewählt wurden. Der Schweizer Politiker Oskar Freysinger (SVP), der US-amerikanische Schriftsteller Robert Spencer und der dänische Schriftsteller Lars Hedegaard waren anwesend und hielten jeweils auf verschiedenen Parteitagen eine Gastrede. Im Oktober 2011 folgten die Gründungen der Landesverbände Nordrhein-Westfalen und Niedersachsen. Den Höhepunkt ihrer Mitgliederentwicklung erreichte die Partei im September 2011, als sie laut eigenen Angaben 2.200 Mitglieder zählte.
Am 3. September 2011 nahmen Geert Wilders (PVV) und Oskar Freysinger (SVP) an einer Wahlkampfveranstaltung der Partei in Berlin mit etwa 1000 teilweise zahlenden Besuchern teil. Trotz dieser Unterstützung aus dem Ausland und medialer Aufmerksamkeit scheiterte die Partei bei den Wahlen zum Berliner Abgeordnetenhaus mit knapp einem Prozent an der Wahlkostenerstattung. Auch der Einzug in die Bezirksverordnetenversammlungen wurde verfehlt.

### Richtungsstreit und Neuausrichtung
Während des ersten Bundesparteitages in Frankfurt am Main im Dezember 2011 kam es zu einem Richtungsstreit zwischen verschiedenen Parteiflügeln. Die Delegierten des Bundesparteitages wählten den früheren CSU-Politiker Michael Stürzenberger in den Bundesvorstand, obwohl sich viele Landesfunktionäre gegen ihn aussprachen. In einem Beitrag auf dem Blog Politically Incorrect hatte Stürzenberger gefordert, dass Muslime, die ihrem Glauben nicht abschwörten, zur Ausreise gezwungen werden müssten. Der bayerische Verband enthob ihn daraufhin seines Amtes im Landesvorstand und als Pressesprecher, da er gegen den Parteigrundsatz der Glaubensfreiheit verstoßen habe. Gemäßigte Kreise hatten zuvor angemahnt, man dürfe weder wegen des Themas Islam zur „Ein-Themen-Partei verkommen“ noch solle der „radikale Flügel“ dominierend auftreten. Auch der Landesvorsitzende in NRW, Andreas Pokladek, äußerte sich kritisch über Entwicklungen innerhalb der Partei, was ihm bei PI den polemischen Verweis einbrachte, dass er die Partei wohl nun in den „Kampf gegen Rechts“ einbinden wolle. Die Parteijugendorganisation attestierte, Stürzenbergers Thesen seien „einer liberalen Partei […] unwürdig“. Nachdem Stürzenberger in den Bundesvorstand gewählt worden war, traten die Landesvorstände von Nordrhein-Westfalen, Hessen und Bayern fast geschlossen zurück und aus der Partei aus, ebenso wie zwei gerade gewählte Bundesvorstandsmitglieder. Auch das Gründungsmitglied Stefan „Aaron“ Koenig trat vor dem Bundesparteitag aus der Partei aus, da die Freiheit „ursprünglich eine klassisch-liberale Partei“ sein sollte, sich jedoch in das Gegenteil entwickelt habe.

### Weitere Entwicklung, Zerfall und Radikalisierung
Die Teilnahmen an den Landtagswahlen in Nordrhein-Westfalen und Schleswig-Holstein 2012 scheiterten an formalen Hindernissen. In NRW konnten die benötigten 1000 Unterschriften zur Wahlzulassung nicht gesammelt werden. In Schleswig-Holstein kamen zum Nominierungsparteitag nicht die benötigten 50 Parteimitglieder zusammen, um einen Wahlantritt beschließen zu können. Im Juli 2012 war die Anzahl der Parteimitglieder von ursprünglich 2200 auf 1200 gesunken. Im Sommer 2012 trat eine weitere stellvertretende Bundesvorsitzende aus der Partei aus. Laut Aussage des Politikwissenschaftlers Florian Hartleb befand sich die Partei mittlerweile in einem desolaten Zustand.
Im Januar 2013 trat die Partei in Niedersachsen zu ihrer zweiten Landtagswahl an und scheiterte nicht nur am Einzug in den Landtag, sondern auch an der für die Wahlkampfkostenrückerstattung wichtigen Ein-Prozent-Hürde. Die Partei erreichte dort ein Ergebnis von 0,3 Prozent der Zweitstimmen.
In München tat sich laut Süddeutsche Zeitung seit 2013 Die Freiheit unter ihrem Landesvorsitzenden Michael Stürzenberger und deren Umfeld beim gezielten Erzeugen von Hass-Mails besonders hervor. Wer sich „öffentlich gegen Rechtsextremismus“ wende und sich für eine „offene, tolerante Stadtgesellschaft“ oder für „interreligiösen Dialog“ engagiere, werde „zur Zielscheibe“. Auf einschlägigen Blogs oder Internetseiten wurden die Betroffenen angeprangert; neben Beruf, Amt und Funktion wurde die Mail-Adresse veröffentlicht. Michael Stürzenberger, der in Personalunion auch Landeschef der Bürgerbewegung Pax Europa ist, schreibt regelmäßig auf dem Internetblog Politically Incorrect (PI) und hat dort die Adressen von Politikern, Wissenschaftlern, religiösen Vertretern oder der Polizei veröffentlicht mit dem Hinweis, die Mails in Kopie an mehrere Adressaten zu schicken. Mit einer Flut von Hassmails wurden mehrere Politiker in München bedroht sowie ein Imam und eine evangelische Pfarrerin, die einen Imam zu einer Kanzelrede eingeladen hatte. Die Staatsanwaltschaft prüfte, ob die Inhalte strafrechtlich relevant sind, etwa ob sie den Tatbestand der Volksverhetzung erfüllen. Joachim Herrmann bestätigte, dass der Verfassungsschutz intensiv prüfe, ob „hinreichende Anhaltspunkte für verfassungsfeindliche Bestrebungen“ der Partei Die Freiheit und des Weblogs und damit für eine Beobachtung vorliegen. Bereits im September 2011 wurden enge Kontakte zwischen Die Freiheit und Stefan Herre, dem Gründer und Mitbetreiber von Politically Incorrect, in der Öffentlichkeit bekannt.
Bereits seit 2012 sammelte Die Freiheit Unterschriften für ein Bürgerbegehren gegen das geplante Zentrum für Islam in Europa München (ZIE-M). CSU-Fraktionschef Josef Schmid unterstellte Der Freiheit dabei „den gleichen Grad an Ausländerfeindlichkeit wie der NPD.“  Nach Münchens Oberbürgermeister Christian Ude ging es der Freiheit um eine grundsätzliche Absage an jegliche Religionsfreiheit für den Islam. Die Grenzen zwischen Rechtspopulismus und Rechtsextremismus hielt Ude für „ausgesprochen fließend“.
Das Bayerische Landesamt für Verfassungsschutz beobachtete seit März 2013 den bayerischen Landesverband der Freiheit unter der Leitung des Landesvorsitzenden Michael Stürzenberger wie auch die Münchener Ortsgruppe von Politically Incorrect und stufte diese als „extremistisch“ ein, weil sie mit ihren Aktionen die Menschenwürde von Muslimen verletze und das friedliche Miteinander von Menschen unterschiedlicher Herkunft und Religion bedrohe.
Bayern ist das einzige Bundesland, in dem Die Freiheit unter Beobachtung steht.
Laut Bayerns Innenminister Joachim Herrmann handelte es sich um Islamfeindlichkeit, die sich außerhalb des Rechtsextremismus entwickele. Die Beobachtung richtete sich insbesondere gegen Stürzenberger und einen „harten Kern“ des Landesverbandes, der etwa aus fünf Personen bestehe. Die Nennung im Verfassungsschutzbericht 2013 wurde vom Bayerischen Verwaltungsgerichtshof 2015 bestätigt.
Im September 2013 kündigte die Münchner Bank der Partei das Konto und begründete dies damit, dass die genossenschaftlichen Werte der Bank auf einem friedlichen Miteinander von Menschen unterschiedlicher Herkunft und Religion basierten und die Aktionen der Partei dieses friedliche Miteinander bedrohten und die Menschenwürde verletzten. Auch die Stadtsparkasse München kündigte die Parteikonten.

### Weitgehende Einstellung der Aktivitäten und Auflösung
Nach Angaben des Bundesvorsitzenden Stadtkewitz verlor die Freiheit bis zum Herbst 2013 in nur wenigen Monaten mehr als zwei Drittel ihrer ursprünglichen Mitgliederzahl, die ab diesem Zeitpunkt mit 500 angegeben wurde.
Am 30. September 2013 teilte Stadtkewitz mit, dass alle landes- und bundespolitischen Aktivitäten der Freiheit zugunsten der AfD eingestellt würden. Sein Stellvertreter Stürzenberger ergänzte jedoch, dass man auf kommunaler Ebene weiter aktiv bleiben wolle und eine Auflösung nicht geplant sei. Bernd Lucke, damaliger Parteichef der AfD, reagierte auf die Ankündigung durch Stadtkewitz, indem er einen Aufnahmestopp für ehemalige Mitglieder der Freiheit verhängte, wobei Ausnahmefälle nach Einzelprüfung und Bestätigung durch den jeweiligen Landesverband möglich seien.
Im Oktober 2013 trat René Stadtkewitz vom Amt des Bundesvorsitzenden zurück; Stürzenberger wurde zum Vorsitzenden der Partei gewählt.
Der neue Parteivorstand vereinbarte eine Zusammenarbeit mit der Partei Die Republikaner für die Kommunalwahlen in Bayern und die Europawahl im Jahr 2014.
Auf ihrem Bundesparteitag am 4. Dezember 2016 löste sich die Partei auf einstimmigen Beschluss selbst auf, was in einer Urabstimmung durch die Mitglieder bestätigt wurde. Laut dem letzten Bundesvorsitzenden Stürzenberger werde damit "dokumentiert, dass alle politischen Aufgaben inklusive der Islamkritik in den Händen der AfD bestens aufgehoben sind und Die Freiheit nicht mehr benötigt wird." Außerdem liege das Münchener Moschee-Projekt auf Eis, da es an Geldgebern fehle, somit sei die Partei auch deshalb nicht mehr notwendig.

## Politische Inhalte
Die Freiheit bezeichnete sich selbst als „wertkonservativ“ und „bürgerlich-liberal“. Sie wurde als rechtspopulistisch
und islamfeindlich
bzw. anti-islamische Tendenzen aufweisend klassifiziert.

### Grundsatzprogramm
Die Freiheit warf dem politischen System der Bundesrepublik vor, den Parteien zu viel Macht zu geben, die in vielen Entscheidungen gegen den Willen der Mehrheit entscheiden würden. Sie forderte eine Ausweitung von Elementen direkter Demokratie wie Volksentscheide auch auf Bundesebene sowie die Direktwahl des Bundespräsidenten.
Den Institutionen der Europäischen Union stand sie ablehnend gegenüber und bezeichnete die EU als „nicht demokratisch legitimierte Herrschaft des Brüsseler Zentralstaats, der immer mehr Kompetenzen seiner Mitglieder an sich reißt.“ Die Partei forderte eine „umfangreiche Restrukturierung, den Abbau des Beamtenapparates und die Anpassung der Gehälter, die Einrichtung demokratischer Institutionen und die Übertragung der Kontrolle an die europäischen Völker“ sowie eine „adäquate Stimmverteilung“ im Europaparlament. Der Beitritt der Türkei zur EU sollte mit Hilfe einer Volksabstimmung gestoppt werden.
Der Partei ging es – so ihre Selbstdarstellung – vor allem um eine „freie Gesellschaft“ und „Werte der Aufklärung“. Sie forderte weiterhin einen „Zuwanderungsstopp mindestens bis zur Lösung der vorhandenen Integrationsprobleme“ sowie eine Studie über die Kosten und Nutzen der bisherigen Zuwanderung. Spitzenkräfte seien vom Zuwanderungsstopp ausgenommen. Vor allem wendete sie sich gegen Einwanderung aus muslimischen Ländern. Man „habe nichts gegen den Islam als Religion“, aber „umso mehr gegen den politischen Islam als totalitäre Ideologie“, so Stadtkewitz. Moschee-Neubauprojekte wurden von ihr als Integrationshindernisse gesehen. Eine Änderung des Baurechtes sollte im Falle eines geplanten Moscheebaus sicherstellen, dass Bürger und Kommunal- oder Bezirksparlamente zwingend über die Genehmigung zum Bau mitentscheiden. „Die Freiheit“ forderte weiterhin, dass „Opferschutz vor Täterschutz“ geht, „stärkere Präsenz im öffentlichen Raum und eine deutlich bessere personelle und materielle Ausstattung der Polizei“, die Einrichtung eines freiwilligen Polizeidienstes, „konsequente Anwendung von Mindeststrafen“, keinen unnötigen „Komfort“ in Gefängnissen, die bundesweite Anwendung des „Kirsten-Heisig-Modells“, ein Null-Toleranz-Prinzip für Straftäter, Verfolgung von Deutschenfeindlichkeit und Null-Toleranz gegenüber „kulturell-motivierten Straftaten“.
In den Bereichen Wirtschaft, Finanzen, Arbeit und Soziales bekannte sich die Partei zur Sozialen Marktwirtschaft und forderte eine Vereinfachung des Steuerrechts, die Überprüfung aller Subventionen, den Abbau der Staatsverschuldung, die Herstellung eines fairen Wettbewerbs ohne Monopole und äußerte ihre Skepsis zu staatlichen Programmen zur Wirtschaftsförderung. Die direkten Steuern sollten schrittweise gesenkt und durch indirekte Steuern ersetzt werden. Das Arbeitslosengeld II sollte durch ein Workfare-Konzept ersetzt werden, das gemeinnützige Arbeiten statt Transfergelder vorsieht. Das Renteneintrittsalter sollte flexibel sein und sich an der Beitragszeit orientieren. Die Gewerbesteuer und die Zwangsmitgliedschaft in der IHK sollten abgeschafft werden. Ein freier und dezentraler Energiemarkt wurde gefordert, über die Kernkraft sollte in einer Volksabstimmung entschieden werden. Die GEZ sollte zugunsten einer Steuerfinanzierung abgeschafft werden. Eine Zensur des Internets wurde abgelehnt, ebenso wie die Vorratsdatenspeicherung.
In der Bildungspolitik wurden bundeseinheitliche Schulstrukturen und Bildungsstandards angestrebt. Das dreigliedrige Schulsystem sollte erhalten bleiben, Ganztagsschulen sollten ausgebaut und Privatschulen wie staatliche gefördert werden. Studiengebühren wurden abgelehnt, Lehrmittelfreiheit sollte für alle Schüler gelten. Familien sollten durch Entlohnung der Erziehungsleistung bessergestellt werden.

### Positionierung zu Israel und Judentum
Im Dezember 2010 reisten Vertreter der Freiheit auf Einladung des früheren israelischen Parlamentsabgeordneten Eliezer Cohen nach Israel und verabschiedeten zusammen mit Vertretern der rechtspopulistischen Parteien FPÖ, Schwedendemokraten und Vlaams Belang die „Jerusalemer Erklärung“. Darin erklärten die Unterzeichner unter anderem ihre Solidarität mit dem Staat Israel und bekannten sich „zu Demokratie und freiheitlichem Rechtsstaat, zu den Menschenrechten im Sinne der Allgemeinen Erklärung der Menschenrechte, zum Völkerrecht und zum Wertekanon der westlichen Zivilisation, der auf dem geistigen Erbe der griechisch-römischen Antike, der jüdisch-christlichen kulturellen Werte, des Humanismus und der Aufklärung basiert.“ Gleichzeitig unterstrichen sie ein „Recht Israels auf Selbstverteidigung gegenüber allen Aggressionen, insbesondere gegenüber islamischem Terror“. Laut Michael Thomann (Die Zeit) war das Ziel der Erklärung primär die „Bildung und Stärkung einer internationalen anti-islamischen Front“.

## Organisationsstruktur
Sitz der Partei war Berlin. Die Partei war in den Organisationsstufen Bundesverband, Landesverbände und Kreisverbände gegliedert. Organe des Bundesverbandes waren der Bundesparteitag (nach § 9 Abs. 1 ParteienG) und der Bundesvorstand.
Mitglieder des letzten Bundesvorstandes:
| - Michael Stürzenberger - Philipp Beyer - Michael Hug | - Marion Dambmann | - Ingo Jaeckel - Christian Holz - Tilo Brettschneider |

Bis zum Bundesparteitag im Dezember 2011 gab es zwei Arten der Mitgliedschaft: stimmberechtigte Vollmitglieder und so genannte Fördermitglieder, welche eingeschränkte Rechte innerhalb der Partei hatten (§ 3, Abs. 6). Fördermitglieder waren laut Satzung auf Veranstaltungen von Gebietsverbänden anwesenheits-, rede- und antragsberechtigt, hatten aber kein aktives und passives Wahlrecht. Eine Vollmitgliedschaft konnte nur nach persönlicher Vorsprache erworben werden. Das Mindestalter für die Parteimitgliedschaft betrug 16 Jahre.
Die Freiheit hatte in Baden-Württemberg, Bayern, Berlin, Brandenburg, Hamburg, Hessen, Niedersachsen, Nordrhein-Westfalen, Rheinland-Pfalz, Sachsen, Schleswig-Holstein und Thüringen Landesverbände gebildet, wobei sich der mitgliederstärkste in NRW befand.

## Wahlen und Mandate
Landesverband Berlin
Der Vorsitzende René Stadtkewitz wurde im Jahre 2001 über die Bezirksliste Pankow der CDU ins Berliner Abgeordnetenhaus gewählt. Später trat er zunächst aus der Partei aus, dann wurde er aus der Fraktion ausgeschlossen.
Damit verfügte Die Freiheit bis zur Neuwahl im September 2011 über ein Mandat im Abgeordnetenhaus. Im April 2011 wechselte außerdem der ehemalige Kreuzberger FDP-Bezirksverordnete Edgar Glatzel zu Die Freiheit. Seitdem war die Partei auch mit einem Sitz in der Bezirksverordnetenversammlung von Friedrichshain-Kreuzberg vertreten. Bei der Neuwahl der Bezirksverordnetenversammlung im September 2011 verlor die Partei diesen Sitz wieder.
Die Freiheit nahm an der Wahl zum Berliner Abgeordnetenhaus 2011 mit der Landesliste 18 sowie 30 Direktkandidaten und zur Wahl von elf Bezirksverordnetenversammlungen teil und kündigte an, bundesweit aktiv zu werden. Die Partei scheiterte bei dieser Wahl mit einem Wahlergebnis von knapp unter einem Prozent an der Fünf-Prozent-Hürde und verfehlte damit sowohl den Einzug in das Berliner Abgeordnetenhaus und in die Bezirksverordnetenversammlungen wie auch den Anspruch auf staatliche Parteienfinanzierung nach § 18 (Parteiengesetz).
Landesverband Niedersachsen
Bei der Landtagswahl in Niedersachsen 2013 am 20. Januar 2013 trat die Partei mit 17 Landeslistenbewerbern und zwei Wahlkreisbewerbern an. Sie erhielt 11.873 Stimmen, was 0,3 Prozent der Zweitstimmen entspricht.
Landesverband Bayern
Bei der Landtagswahl in Bayern 2013 am 15. September 2013 trat die Partei in Oberbayern an. Sie erhielt dort 5979 Zweitstimmen (0,3 Prozent in Oberbayern), was einem landesweiten Ergebnis von 0,1 Prozent entspricht.